# 電子轉移
電子轉移（Electron transfer，ET），是指電子在二個原子或其他化学物质（如分子等）之間的移動。電子轉移是一種氧化还原反應，會改變兩個反應物的氧化態。
許多生物體的機制涉及電子轉移反應，包括氧氣和血红蛋白的結合、光合作用、呼吸作用和排毒。此外，能量轉移的過程可視為兩電子轉移（兩個同時作用，方向相反的電子轉移），在這個情況下兩個互相轉移的分子距離很小。電子轉移常和過渡金屬錯合物有關 ，但現在也有很多有機化學反應中出現電子轉移的例子。

## 電子轉移的分類
電子轉移可以依氧化還原中心原子的狀態分為以下幾類。

### 內層電子轉移
在內層電子轉移過程中，參與氧化還原的原子是以共價鍵相鍵結，產生的橋接配體可能是永久性的，這時的電子轉移則是分子內電子轉移（intramolecular electron transfer）。然而大部分的共價鍵是短暫存在的，在電子轉移前形成，在電子轉移　後斷裂，這時則稱為分子間的電子轉移。像[CoCl(NH3)5]2+被[Cr(H2O)6]2+還原的例子就是內層電子轉移，其中有過渡性的橋接中間產物，橋接配體為氯離子，連接要氧化及還原的原子。

### 外層電子轉移
在外層電子轉移機制中的電子轉移，參與氧化還原的原子沒有橋接配體連接。外層電子轉移機制可發生在不同或相同的化學物質間，差別在於氧化態的不同。相同化學物質間的例子又稱為自交換。以下舉了一個自交換的例子，描述了一個在高錳酸鹽跟一個少了一個電子的錳酸鹽之間的還原反應。
[MnO4]- + [Mn*O4]2- → [MnO4]2- + [Mn*O4]-
一般來說如果電子轉移比配位體取代反應還快，則用外層電子轉移機制來反應。
經常發生其中一個或兩者反應物為惰性或者沒有合適橋接配體的情況下。
Marcus理論的一個關鍵概念：自交換和交叉反應速率有關。交叉反應會帶來更多和不一樣氧化態結合的組合。

#### 五個外層電子轉移機制的步驟
1. 反應物一起擴散至溶液外→前體複合物(需要做功=Wr)
2. 改變鍵長，重組溶劑→活化複合物
3. 電子轉移
4. 鬆弛溶劑分子的鍵長→繼承複合物
5. 產物的擴散→需做功=Wp

### 異相電子傳遞
在異相電子傳遞，電子在化學物種和一個固態电极之間移動。異相電子傳遞可應用在电化学及太阳能电池的設計中。

## 理論
第一個被普遍接受的外層電子轉移理論是由魯道夫A.馬庫斯所提出，是以过渡态理论理論為基礎。後來馬庫斯的電子轉移理論擴展成Noel Hush及馬庫斯提出的內層電子轉移理論。後者的理論即為Marcus理論比較受到大家的討論。